# Bürgergemeinschaft für Bielefeld
Die Bürgergemeinschaft für Bielefeld e. V. (kurz: BfB) ist eine freie Wählergemeinschaft in Bielefeld, die sich parteiunabhängig politisch engagiert. Die BfB beteiligt sich an den Kommunalwahlen.

## Geschichte
Gegründet wurde die BfB am 19. April 1988; zu den Gründungsmitgliedern zählen Helmut Elges,  Werner Roth, Ralf Schulze, Harald Leichert, Volker Hempelmann, Günter Salzwedel und Edmund Polanski. Einen Monat später kam Maja Oetker dazu. 1989 erreicht die neue Gruppierung, die sich Bürgergemeinschaft für Bielefeld nennt, auf Anhieb 9,6 % der Stimmen und 6 Sitze im Stadtrat. Die sechs Ratsmitglieder waren Helmut Elges, Maja Oetker, Ralf Schulze, Alfred Zubler, Manfred Fröhlich und Hans Günther Schmidt. Der aktuelle Vorsitzende der BfB heißt Dietmar Krämer.

## Programmatik
Die BfB benennt folgende Punkte als Ziele: Familienfreundlichkeit in Stadt- und Schulpolitik, Ausgeglichenheit des Haushalts, Wirtschaftsfreundlichkeit, eine funktionierende und bürgernahe Verwaltung, Nachhaltigkeit sowie mehr "Sicherheit und Sauberkeit".

## Wahlergebnisse
| Rat der Stadt Bielefeld | Rat der Stadt Bielefeld | Rat der Stadt Bielefeld |
| Jahr                    | %                       | Sitze                   |
| ----------------------- | ----------------------- | ----------------------- |
| 1989                    | 9,6 %                   | 6                       |
| 1994                    | 7,4 %                   | 5                       |
| 1999                    | 6,3 %                   | 4                       |
| 2004                    | 6,4 %                   | 4                       |
| 2009                    | 5,2 %                   | 3                       |
| 2014                    | 8,5 %                   | 6                       |
| 2020                    | 1,6 %                   | 1                       |

1 1989: als BGfBI